# 肝臓
肝臓（かんぞう、希: ἧπαρ (hepar)、羅: iecur、独: Leber、英: liver）は、哺乳類・鳥類・両生類・爬虫類・魚類等の脊椎動物に存在する臓器の一つ。
ヒトの場合は腹部の右上に位置する内臓である。ヒトにおいては最大の内臓であり、体内維持に必須の機能も多く、特に生体の内部環境の維持に大きな役割を果たしている。
本稿では主にヒトについて記載する。

## 概説

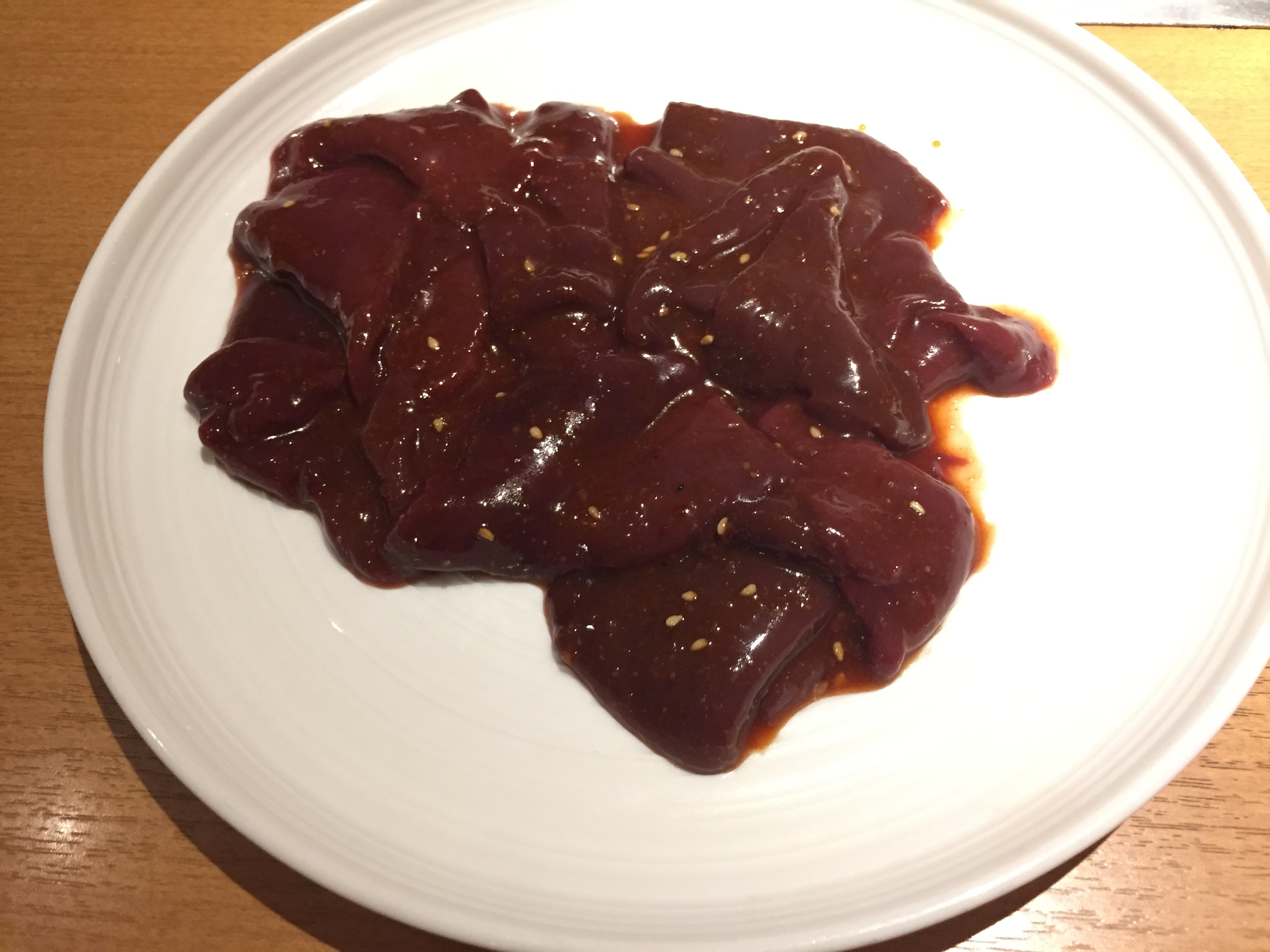
焼肉用牛レバー

肝臓は、腹部の右上に位置して、ほぼ右肋骨の下に収まっており、頭側（上方）には横隔膜が存在する。ある種の動物では体内で最大の内臓である。非常に機能が多いことで知られ、代謝、排出、胎児の造血、解毒、体液の恒常性の維持などの役割を担っている。また、十二指腸に胆汁を分泌して消化にも一定の役割を持っている。
働きは判明しているだけで500種類以上あるとされ、肝機能を人工装置によって全面的に補うことは出来ない。そのため、肝臓の摘出および機能低下時の対処としては、肝細胞と人工装置との組み合わせによる、ハイブリッド型の人工肝臓が主流となっている。
他方、臓器の中での部位による機能の分化が少なく再生能力が強いため、一部に損傷があっても症状に現れにくい。自覚症状の少なさから、「沈黙の臓器」と呼ばれる。
牛・豚・鶏などの肝臓はレバーと呼ばれ、食材とされる。世界三大珍味のひとつフォアグラは、ガチョウやアヒルに大量のエサを与え肥大させた肝臓である。また魚類（アンコウ等）・軟体動物（イカ等）の肝臓も食用にされる。なお、これらに大量に含まれるプリン体の影響により、多量の摂取は痛風などの原因になる。また、ビタミンAが大量に蓄積されている北極熊やイシナギの肝臓や、テトロドトキシンが蓄積されているフグの肝臓のように、食べると危険なものもある。この他、牛や豚の肝臓は消化酵素を加えて加水分解され、肝臓水解物として二日酔いや慢性肝疾患治療の医薬品原料となる（例：ウルソデオキシコール酸）。
無脊椎動物のいくつかの群にも同様な器官があり、一般には中腸腺といわれる。カニミソなどもこれにあたる。

## 解剖

胆管周辺の模式図
肝臓、右肝管、左肝管、総肝管、胆嚢管、総胆管、胆嚢、オッディ括約筋、ファーター膨大部、膵管、膵臓、十二指腸

正常ヒト成人の肝重量は体重の約1/50であり、1.0 - 1.5kgである。
肝臓は肝動脈と門脈の2つの血管により栄養を受け、血流は中心静脈、肝静脈を経て肝外へと流れる。肝動脈は、下行大動脈から分岐した腹腔動脈の枝である総肝動脈が固有肝動脈となり右肝動脈と左肝動脈へと分かれて肝内へ入る。
肝臓から出た総胆管はファーター膨大部の手前で膵管と合流して、十二指腸と繋がる。なお、総胆管の途中に胆嚢がある。

### 解剖学的区分
解剖学的にヒトの肝臓は「肝鎌状間膜」「肝円索」「静脈管索」によって以下の4つに外観的に分類される。
- 右葉
- 左葉
- 方形葉
- 尾状葉

なお、たとえ同じ哺乳類であっても、何葉に分かれているかは種によって違いが見られる。

### 機能的区分
肝臓を胆嚢と下大静脈を結ぶ主分割面「Rex-Cantlie's line」(カントリー線)によって「左葉」と「右葉」に分割する。左葉はさらに肝鎌状間膜により内側区と外側区に分けられる。右葉はさらに右肝静脈により前区と後区に分けられる。
- Healey & Schroyの分類（1953年）

手術や治療を行う際には門脈による区分が重要で、門脈血流によって肝を区分したもの。
- Couinaudの分類（1954年）

肝内グリソン鞘の分枝によって S1 から S8 の8つの区域に分けたもの。
S1：尾状葉、S2：左葉外側後区域、S3：左葉外側前区域、S4：左葉内側区域、S5：右葉前下区域、S6：右葉後下区域、S7：右葉後上区域、S8：右葉前上区域

### 肝臓のCT解剖学
肝臓の部位診断においては区域解剖が非常に重要となる。これは部位によって手術法が異なるからである。肝臓外科の手術としては亜区域切除、区域切除、葉切除、拡大右葉切除が知られている。
肝門とは左葉内側区（S4）と尾状葉（S1）の間隙であり、門脈、固有肝動脈の入口、胆管の出口である。肝円索裂は肝円索（胎生期の臍静脈）の付く場であり外側区（S2,S3）と内側区（S4）を境界する。静脈索裂は胎生期の静脈管の走っていた間隙で尾状葉（S1）と外側区（S2,S3）を境界する。下大静脈溝と胆嚢窩を結ぶ線をカントリー線といい、外科的左葉と右葉を境界する。これらはCTにて常に確認できるわけではないが後述する脈管系が確認しにくい時に役に立つ。肝区域、肝亜区域を診断するには脈管系が一番わかりやすい。
肝臓の血管の基本構造は各亜区域の中央を門脈が各亜区域の境界を肝静脈が走行することである。門脈には肝動脈と胆管が並走し、この構造は肝小葉レベルまで存続する。肝静脈は大きく左、中、右の3本を基本とする。左肝静脈本幹は左葉外側区（S2,S3）の中央を走り、外側後亜区（S2）と外側前亜区（S3）を境界する。中肝静脈本幹は内側区（S4）と右葉前区（S5,S8）を境界する。これはカントリー線にほぼ一致する境界となる。右肝静脈本幹は右葉の中央を貫き右葉前区（S5,S8）と後区（S6,S7）を境界する。
門脈本幹は左葉主枝と右葉主枝に分かれる。左葉枝は肝円索裂にはいり、まず外側後亜区域枝を分枝し、さらに腹側に延びて左右に外側前亜区域枝と内側区域枝に分かれる。この部分はかつて臍静脈が交通していたためU点という。右葉枝は前区域枝と後区域枝に分かれる。前区域枝は前上亜区域枝、前下亜区域枝に分かれる。後区域枝分枝部はP点といわれる。後区域枝は後上亜区域枝と後下亜区域枝に分かれる。門脈は支配する区域に合わせてPxと表現することもある。たとえば、前上亜区域（S7）の中央を走る門脈はP7である。

## 組織

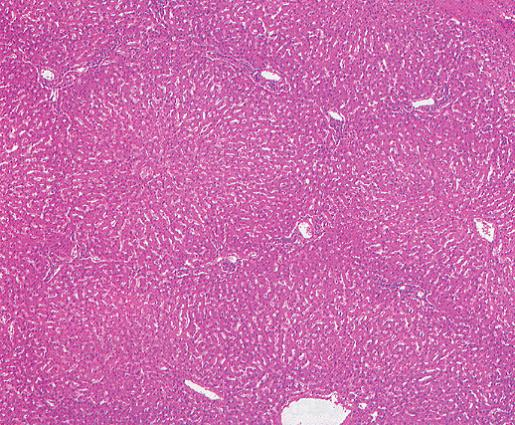
肝臓の組織学画像（小葉構造）。

肝臓の組織は肝小葉と言う構造単位が集まってできており、小葉の間（小葉間結合組織）を小葉間静脈（肝門脈の枝）、小葉間動脈、小葉間胆管が走っている。肝小葉は直径1 - 2mmの六角柱の形をしており、その中軸部は中心静脈という小静脈が貫いている。肝細胞は中心静脈の周囲に放射状に配列しており、ブロック塀の様に積み重なり、1層の板を形成している。その間を管腔の広い特殊な毛細血管が走っており、これを洞様毛細血管（あるいは類洞）という。この毛細血管は小葉間静脈と小葉間動脈の血液を受けて中心静脈に血液を送る。
一方、肝細胞板の内部で、隣り合う肝細胞間には毛細胆管というごく細い管が作られている。肝細胞から分泌された胆汁はこの毛細胆管に分泌され、小葉中心部から小葉間胆管に注いでいる。
また、人間の場合肝臓の細胞は核を2つ持つ多核細胞の1種であり、このことが肝細胞の再生力が高い要因とされている。
肝臓再生には肝細胞の肥大が重要な働きをしていることがわかっている。
- 肝細胞
- 胆管細胞
- 類洞内皮細胞
- クッパー細胞（Kupffer細胞）
- 星細胞（伊東細胞）
- ピット細胞（Pit細胞）

## 機能
- 食物の消化を助ける胆汁酸を生成し、胆管・胆嚢から十二指腸に胆汁として分泌する[8]。
- ヘムの分解物である間接ビリルビンをグルクロン酸抱合により直接ビリルビンにして胆汁として分泌する。
- 糖の代謝。
血液中のグルコース濃度に応じて、血液中のグルコースをグリコーゲンとして貯蔵したり、貯蔵したグリコーゲンをグルコースに変換し、血液中へ放出したりする[9]ことで、グルコース濃度を一定に保つことができる[10]。
- 筋肉などから血流にのって運ばれてきた乳酸からのグルコースの再合成（コリ回路）。
- 脂質の代謝。
脂質を分解しエネルギーを作り出すことができる[9]。胆汁酸はコレステロールの代謝産物である[11]。
- コレステロール（ステロイドホルモンである性ホルモンや副腎皮質ホルモンの原料）の生合成。コレステロールの大部分は肝臓で合成されている。
- アミノ酸の代謝。
アミノ酸からアルブミンやフィブリノゲンなどの血漿タンパク質を合成。
- アンモニアを尿素へ変換する[9](オルニチン回路)。
- 薬物代謝およびアルコール代謝[9]。
- ケトン体の合成（飢餓時などグルコース枯渇時の代替エネルギー源）。
- 造血機能
骨髄での造血が開始されるまでの間、肝臓と脾臓で造血されている。ヒトの場合、出生後は肝臓で造血されることはないが、何らかの理由で骨髄での造血が障害されると、肝臓での造血が見られることがある（髄外造血）。
- 鉄吸収の調整
ヘプシジン（英語版）は肝臓で産生される一種のペプチドホルモンであり、鉄代謝制御を行っている。ヘプシジンは腸からの鉄の過剰な吸収を抑制する作用を有する。ヘプシジン産生障害は鉄過剰症を引き起こす[12]。
- コレカルシフェロール（ビタミンD3）を活性型のビタミンD3であるカルシフェジオールに代謝。
- アンジオテンシノゲンの産生。
- エストロゲン（女性ホルモン）のコントロール。男性の場合、女性ホルモンを取り除く。

### 肝循環
肝循環は、肝臓へ血液を循環させる血管系を指す。肝臓には固有肝動脈と門脈が輸入血管として肝静脈洞に流入する。

## 疾患
肝臓の疾患には以下のものが挙げられる。
- 脂肪肝
  - 非アルコール性脂肪性肝炎=NASH
- 肝硬変
  - 原発性胆汁性胆管炎=primary biliary cirrhosis=PBC
- 肝炎
  - ウイルス性肝炎
  - アルコール性肝炎
  - 自己免疫性肝炎=autoimmune hepatitis
- 肝癌
  - 肝細胞癌
  - 胆管細胞癌
  - 転移性肝癌 - 肝臓から始まる疾患ではないが、最終的に肝不全に至り、致死的となりうる。
- ヘモクロマトーシス - 鉄過剰症が原因。
- 原発性硬化性胆管炎=primary sclerosing cholangitis=PSC
- 肝レンズ核変性症
- 感染症
  - エキノコックス症
  - 肝膿瘍
  - 日本住血吸虫症

など
脂肪肝や肝炎ではアラニンアミノ基転移酵素（ALT,またはGPT）、アスパラギン酸アミノ基転移酵素（AST,またはGOT）の血中濃度の上昇がみられ、これらの血中濃度の測定が診断に用いられる。いずれにしても肝機能が低下すると、生体が必要とする物質の合成が上手くできなくなったり、生体内で生成する老廃物、体外から摂取された有害物質や薬物の分解（代謝）が遅くなったり、肝臓での代謝を受けることで活性型になるプロドラッグが利用しにくくなったりと、様々な影響が出てくる。このため、特に重度の肝障害がある場合は、なるべく薬剤の使用を避けるようにする場合があったり、仮に投与するとしても減量が必要な場合があるなど、薬剤の使用には慎重さが求められる。なお、肝機能の著しい低下が起これば、それは致死的である。

## 肝移植
障害を受けた肝は再生する能力を持っているが、肝の障害が不可逆的であり自己再生が不可能になった場合には肝移植が行われることがある。なお、ヒトの他の臓器とは違って、肝臓は再生能力が強く、仮に一部を切り取ったとしても、まだ体内に充分なサイズの肝臓が残っていて、かつ、残された肝臓が健全であれば元の大きさにまで戻ることから、生体肝移植が行われることもある。ただし、いずれの場合も、仮にタクロリムスのような免疫抑制剤を受容患者に使うとしても、ある程度HLAの型が近いことが望ましいなど、肝移植に際しては様々な条件が存在する。

## その他
- ギリシア神話では、人間に火を与えたプロメーテウスはゼウスの怒りを買い、カウカーソス山に磔にされ、毎日ハゲタカに肝臓をむさぼられるという罰を受けた。プロメーテウスも神であるため不死身であり、肝臓は翌日には再生してまた喰われる。
- かつての日本では梅毒、ハンセン病、結核などに対する薬効があるとする民間療法が存在しており、主に男性の刑死体の肝臓の塩干しが「脳味噌の黒焼き」や「人油」よりも高値で売られていた。山田浅右衛門の専売で「人丹」、「人胆丸」などと称されていた。丸薬で浅蜊貝より少し多い程度の貝殻一杯ほどが明治の初年に5円もした。1870年4月15日、販売禁止となった。里見弴の「ひえもんとり」は江戸時代の肝臓を奪い合う様子を描いている。
- ボクシング等の格闘技では、肝臓を狙って打つパンチを「レバーブロー」と呼ぶ。ボディブローの1種なのだが、鳩尾は腹直筋を鍛えることでダメージを軽減させやすいが、レバーブローは鍛えづらい脇腹を狙うため効果は大きい。肝臓に当たる部分に打撃を受けると、鈍い痛みと激しい苦痛を感じる。その為格闘家はメディシンボールや、体重を掛けたトレーニングパートナーの足の裏などで、自分の腹筋や内臓に激しい刺激を与えて鍛える。

## 他の動物

### 肝循環
肝循環血液量は哺乳動物の毎分心拍出量の25~30%を占める。

### 主な脊椎動物の肝臓重量比
数値は、肝臓重量比率はBuddenbrock 1956, Haltenorth 1977, Kolb 1974、胆汁生産量はBuddenbrock 1956から。
| 動物                 | 体重に対する 肝臓重量比率(%) | 体重1kgに対する 1日の胆汁生産量(cm3) |
| -------------------- | ---------------------------- | ------------------------------------ |
| アフリカゾウ         | 1.6                          |                                      |
| ネコ                 | 3.6                          | 14.0                                 |
| ウシ                 | 1.2                          | 15.4                                 |
| ニワトリ             | 2.7                          | 14.2                                 |
| チンパンジー         | 2.8                          |                                      |
| ユーラシアハタネズミ | 4.6                          |                                      |
| イヌ                 | 2.9                          | 12.0                                 |
| カモ                 | 2.4                          | 40.1                                 |
| シビレエイ           | 5.7                          |                                      |
| ヤギ                 | 1.3                          | 11.8                                 |
| ハムスター           | 5.2（ゴールデンハムスター）  | 72.3                                 |
| ゴリラ               | 5.1                          |                                      |
| モルモット           | 3.9                          | 228.0                                |
| カバ                 | 1.8                          |                                      |
| ウマ                 | 1.4                          | 20.8                                 |
| メジロザメ           | 9.7                          |                                      |
| ヒト                 | 3.0                          | 16.0                                 |
| ヨロイザメ           | 22.7                         |                                      |
| ライオン             | 3.2                          |                                      |
| ハツカネズミ         | 7.1                          | 34.9                                 |
| ブタ                 | 2.4                          | 25.2                                 |
| ウサギ               | 2.7                          | 118.0                                |
| ラット               | 3.8                          | 47.1                                 |
| カワラバト           | 3.0                          | 40.1                                 |
| ヒツジ               | 1.3                          | 12.1                                 |
| スズメ               | 5.6                          |                                      |
| リス                 | 2.2                          |                                      |
| アカエイ             | 14.9                         |                                      |
| ヒキガエル           | 2.8                          |                                      |
| オオカミ             | 2.8                          |                                      |